# 2020-as horvátországi parlamenti választás
A 2020-as horvátországi parlamenti választás volt a 10. parlamenti választás a horvát többpártrendszer történetében, melyet 2020. július 5-én tartottak meg. Az eredeti tervek szerint 2020 decemberében rendezték volna a választást, de a Covid19-pandémia második hullámától való félelem miatt a választás dátumát előrehozták nyárra.

## Előzmények
2020 áprilisában a jobboldali kormánypárt, a Horvát Demokratikus Szövetség (HDZ) olyan javaslatra szánta el magát, hogy 2020 nyarán előrehozott választások legyenek, a koronavírus-járvány miatt. Végül kb. egy hónappal később a horvát parlament 2020. május 18-án 105 szavazattal, kilencvenkettő igennel kilenc ellenében és négy tartózkodással feloszlatta magát, így előrehozott választásokat írták ki az országban.

## Választási rendszer
A horvát parlament 151 tagját 10 földrajzi és két külön választókerületből választják meg:
- 10 földrajzi 14 mandátumú választókerületben 140 képviselőt választanak meg, a parlamenti küszöb 5 százalék. A mandátumokat D’Hondt-módszerrel osztják szét.
- 3 mandátumot osztanak szét egy speciális, 11. választókerületben a külföldön élő horvát állampolgárok számára.
- 8 mandátum jut a horvátországi kisebbségeknek.

## Induló pártok
A Miroslav Škoro – Haza Mozgalom (DPMŠ) koalíciót épített maga köré, egyes baloldali pártok pedig az Újrakezdés Koalíció színében indultak.

## Közvélemény-kutatások
Az egyes pártok közvélemény-kutatási eredményei százalékban:

A 2020-as választás eredményei járásonként

A Szábor összetétele 2020-tól

| Közvélemény-kutatás nyilvánosságra hozatalának dátuma | Cég            | Párt neve | Párt neve         | Párt neve | Párt neve | Párt neve | Párt neve | Párt neve | Párt neve | Párt neve             | Párt neve | Párt neve      | Párt neve | Párt neve | Párt neve    |
| Közvélemény-kutatás nyilvánosságra hozatalának dátuma | Cég            | HDZ       | Restart Koalicija | DPMŠ      | Most      | LB        | ŽZ        | HNS       | BM 365    | IDS                   | P         | SIP            | START     | NHR       | egyéb pártok |
| ----------------------------------------------------- | -------------- | --------- | ----------------- | --------- | --------- | --------- | --------- | --------- | --------- | --------------------- | --------- | -------------- | --------- | --------- | ------------ |
| 2020. május 10.                                       | Promocija Plus | 30,2      | 31,5              | 10,7      | 4         | N/A       | 1,1       | 1,6       | 1,1       | 1,9                   | 1         | 0,9            | 0,5       | 0,5       | 1,9          |
| 2020. május 20.                                       | Promocija Plus | 29,7      | 32,8              | 9,9       | 4,3       | N/A       | 0,8       | 1,4       | 1         | 1,6                   | 1,7       | 1,1            | N/A       | 0,6       | 1,9          |
| 2020. május 25.                                       | IPSOS          | 28        | 24,9              | 13,5      | 4,8       | 2,6       | 1,9       | 0,7       | 0,7       | 1,8                   | 2,4       | 2,4            | 2,2       | N/A       | 3,8          |
| 2020. június 7.                                       | Promocija Plus | 26,6      | 28,6              | 13,5      | 4,1       | 2,4       | 1,7       | 1,1       | 1         | (Újrakezdés Koalíció) | 1,8       | 1,4            | N/A       | N/A       | 4            |
| 2020. június 26.                                      | IPSOS          | 26,7      | 24,6              | 11,1      | 6,8       | 4,5       | 3,3       | 0,6       | 1,1       | (Újrakezdés Koalíció) | 4,1       | (Emberi Pajzs) | (Pametno) | N/A       | 3,8          |

## Eredmények
A választási részvétel 46,44 százalékos volt.
| Párt neve                                   | Szavazatok száma | Szavazatok aránya | Mandátumok száma | Növekedés/csökkenés |
| ------------------------------------------- | ---------------- | ----------------- | ---------------- | ------------------- |
| Horvát Demokratikus Közösség koalíciója     | 621 035          | 37,26%            | 66               | 5                   |
| Újrakezdés Koalíció                         | 414 645          | 24,87%            | 41               | 4                   |
| Miroslav Škoro – Haza Mozgalom koalíciója   | 181 493          | 10,89%            | 16               | 16 (új)             |
| Függetlenek Hídja                           | 123 194          | 7,39%             | 8                | 5                   |
| Zöld Baloldal                               | 116 483          | 6,99%             | 7                | 7 (új)              |
| Pametno koalíciója                          | 66 399           | 3,98%             | 3                | 3 (új)              |
| Emberi Pajzs                                | 37 628           | 2,26%             | 0                | 8                   |
| Horvát Néppárt - Liberális Demokraták       | 21 727           | 1,30%             | 1                | 9                   |
| Reformisták - HSS Braće Radić - Nyugdíjasok | 16 900           | 1,01%             | 1                | -                   |
| BM 365                                      | 9897             | 0,59%             | 0                | 1                   |
| Horvát Polgári Párt                         | 7399             | 0,44%             | 0                | -                   |
| Jobboldali Liga                             | 7266             | 0,44%             | 0                | -                   |
| Demokraták - Munkáspárt - Fiume Listája     | 6594             | 0,40%             | 0                | -                   |
| Autentikus Horvát Jogok Pártja              | 5343             | 0,32%             | 0                | -                   |
| Nyugdíjasok Együtt Blokk                    | 5268             | 0,32%             | 0                | -                   |
| Horvát Demokratikus Párt                    | 2465             | 0,15%             | 0                | -                   |
| Szlavónia és Baranya Ereje                  | 2294             | 0,14%             | 0                | -                   |
| Horvát Szocialista Munkáspárt               | 2149             | 0,13%             | 0                | -                   |
| Kvarner Unió                                | 2044             | 0,12%             | 0                | -                   |
| Modern Horvátországért Mozgalom             | 1307             | 0,08%             | 0                | -                   |
| Szeretem Horvátországot                     | 978              | 0,06%             | 0                | -                   |
| Autentikus Horvát Parasztpárt               | 958              | 0,06%             | 0                | -                   |
| BDSH - HBPS                                 | 768              | 0,05%             | 0                | -                   |
| Horvát Jövő Pártja                          | 732              | 0,04%             | 0                | -                   |
| Horvát Civil Egyeztetés Pártja              | 714              | 0,04%             | 0                | -                   |
| Bura Független Listája                      | 626              | 0,04%             | 0                | -                   |
| Szabad Horvátország                         | 605              | 0,04%             | 0                | -                   |
| Horvát Perspektív Párt                      | 576              | 0,03%             | 0                | -                   |
| Horvát Közösség Párt                        | 405              | 0,02%             | 0                | -                   |
| Horvát Rend Pártja                          | 338              | 0,02%             | 0                | -                   |
| A Demokrácia Alfabétája                     | 219              | 0,01%             | 0                | -                   |
| Függetlenek                                 | 8524             | 0,51%             | 0                | 1                   |
| Nemzeti kisebbségek                         | -                | -                 | 8                | -                   |
| Érvénytelen szavazatok                      | 38 713           | -                 | -                | -                   |
| Szavazatok                                  | 1 705 686        | 100               | 151              | 0                   |
| Választópolgárok                            | 3 672 555        | 46,44%            | -                | -                   |

A választásokat az addig is kormányzó HDZ nyerte, több mint 37 százalékot szerzett.